# Martin Nielsen (chefredaktør)
 Der er flere personer med dette navn, se Martin Nielsen.
Martin Nielsen (12. december 1900 i Gødvad Sogn – 16. december 1962 i København) var en dansk politiker (DKP) modstandsmand og chefredaktør for Land og Folk 1952-1960 (1950-1955 som medredaktør) 1955-1960 som eneredaktør).

## Liv og karriere
Martin Nielsen var søn af husmand, senere arbejdsmand, Søren Peder Nielsen (død 1943) og hustru Ane Kristine f. Adamsen (død 1945). Han blev tjenestedreng 1914 og var mejerielev 1915. Den 24. januar 1920 trådte han ud af Folkekirken og meldte sig samme år ind i Danmarks kommunistiske parti Siden var han fabriksarbejder, landarbejder og funktionær i Danmarks Kommunistiske Parti 1925-26. Han var på studieophold og rejste i Sovjetunionen fra 1928-30 og var forretningsfører for Arbejderbladet 1931-34 og redaktør ved og af dette blad fra 1933-41.

### 2. verdenskrig.
Som følge af Kommunistloven blev Martin Nielsen 22. juni 1941 arresteret og kom i Vestre Fængsel, Horserødlejren og i Gestapofængsel 1941-43. Om denne periode har han skrevet bogen: "Fængselsdage og fangenætter". I 1943 blev han sammen med andre danske kommunister sendt til koncentrationslejren Stutthof ved Danzig 1943 (Bogen "Rapport fra Stutthof" af Martin Nielsen), hvorfra tyskerne i januar 1945 sendte ham på en dødsmarch mod vest indtil han d. 10. marts 1945 blev befriet af Den Røde Hær. (Bog: "Undervejs mod livet" af Martin Nielsen) Efter hjemkomsten var han medarbejder og senere chefredaktør ved Land og Folk. Han var desuden medlem af Folketinget 1939-41 og 1945-50 og af centralkomiteen for Danmarks Kommunistiske Parti.

### Hjalf-sagen
I 1960 blev Nielsen årsag til den såkaldte Hjalf-sag, der handlede om general Viggo Hjalfs rolle i den påståede skæve fordeling af våben mellem hærgrupper og civile modstandsgrupper under Besættelsen, som Hjalfs kollega i Den lille Generalstab kaptajn Svend Schjødt-Eriksen havde iværksat. Sagens kerne var især 3.000 maskinpistoler, som blev indkøbt i Sverige af Den lille Generalstab, og de forfordelte grupper var især BOPA og Holger Danske, som på egen hånd måtte risikere liv og lemmer for at skaffe våben ved enten at handle med korrupte tyskere eller at stjæle våben fra depoter.
Hjalf indrømmede og forsvarede den skæve våbenfordeling til fordel for officersgrupperne, begrundet i frygten for et kommunistisk kup, hvilket gjorde ham til en belastning for regeringen, der i 1960 valgte ikke at forny Hjalfs kontrakt som hærchef.
Hjalf-sagens mest kontroversielle element var dog den injuriesag som Viggo Hjalf anlagde mod Martin Nielsen i 1960. Avisen havde nemlig i sin udgave den 17. marts 1960 skrevet, at Hjalf i sine kommentarer til den måde, våbenfordelingen var foregået på, ville fremstille sig som en "helt, ikke i kamp for fædrelandet, men i landsforræderi og i hvert fald indirekte i medskyldighed i mord på landsmænd under den tyske besættelse ved at forholde modstandsbevægelsen de våben, der tilsendtes den via Sverige". Udgangen på injuriesagen blev, at Martin Nielsen blev idømt tre måneders fængsel og skulle betale en erstatning på 25.000 kroner til Hjalf.

### Privat
Martin Nielsen blev gift 21. marts 1934 med Agnes Dora f. Seligmann (f. 29. december 1904 i København), datter af handelsrejsende William Seligmann (død 1917) og hustru Anna Marie f. Nielsen (død 1938). Parret fik sønnen Anton Nielsen, der ligesom sin far gik ind i DKP, og i dag er formand for Antifascistisk Forum og FIR (International fange- og modstandsorganisation i 26 lande.
Martin Nielsen skrev sammen med Hans Kirk: "Processen mod Scavenius" i slutningen af 40.erne.
Han er begravet på Bispebjerg Kirkegård.